# (91287) Simon-Garfunkel
(91287) Simon-Garfunkel (1999 FP21) – planetoida z pasa głównego asteroid okrążająca Słońce w ciągu 3,47 lat w średniej odległości 2,29 j.a. Odkryta 21 marca 1999 roku.